# Keith Askins
Keith Bernard Askins (Athens, Alabama, 15 de diciembre de 1967) es un exjugador de baloncesto de la NBA. Después de jugar en la Universidad de Alabama, Askins firmó por los Miami Heat de la NBA en 1990. Un atleta versátil que jugaba en múltiples posiciones, Askins dedicó toda su carrera como reserva y especialista defensivo de los Heat, retirándose después de que los Heat prescindieran de sus servicios en 1999, con 1852 puntos y 1428 en su carrera. 
Después trabajaría como asistente de entrenador para los Heat durante catorce años.

## Estadísticas de su carrera en la NBA

### Temporada regular
| Año     | Equipo | PJ  | PT | MPP  | %TC  | %3P  | %TL  | RPP | APP | ROB | TPP | PPP |
| ------- | ------ | --- | -- | ---- | ---- | ---- | ---- | --- | --- | --- | --- | --- |
| 1990-91 | Miami  | 39  | 1  | 6.8  | .420 | .240 | .480 | 1.7 | .5  | .4  | .3  | 2.2 |
| 1991-92 | Miami  | 59  | 4  | 14.3 | .410 | .342 | .703 | 2.4 | .6  | .7  | .3  | 3.7 |
| 1992-93 | Miami  | 69  | 1  | 13.6 | .413 | .338 | .725 | 2.9 | .4  | .4  | .4  | 3.3 |
| 1993-94 | Miami  | 37  | 0  | 8.6  | .409 | .190 | .900 | 2.2 | .4  | .3  | .0  | 2.3 |
| 1994-95 | Miami  | 50  | 5  | 17.1 | .391 | .269 | .807 | 4.0 | .8  | .7  | .3  | 4.6 |
| 1995-96 | Miami  | 75  | 14 | 25.3 | .402 | .418 | .789 | 4.3 | 1.6 | .6  | .8  | 6.1 |
| 1996-97 | Miami  | 78  | 30 | 22.7 | .433 | .401 | .672 | 3.5 | 1.0 | .7  | .2  | 4.9 |
| 1997-98 | Miami  | 46  | 12 | 14.8 | .320 | .284 | .632 | 2.2 | .6  | .3  | .4  | 2.4 |
| 1998-99 | Miami  | 33  | 13 | 12.6 | .323 | .276 | .625 | 1.3 | .3  | .5  | .1  | 1.6 |
| Total   | Total  | 486 | 80 | 16.4 | .401 | .355 | .717 | 2.9 | .8  | .6  | .3  | 3.8 |

### Playoffs
| Año   | Equipo | PJ | PT | MPP  | %TC  | %3P  | %TL   | RPP | APP | ROB | TPP | PPPç |
| ----- | ------ | -- | -- | ---- | ---- | ---- | ----- | --- | --- | --- | --- | ---- |
| 1992  | Miami  | 3  | 0  | 16.0 | .455 | .600 | .000  | 3.0 | 1.0 | .3  | .0  | 4.3  |
| 1994  | Miami  | 1  | 0  | 6.0  | .000 | —    | —     | 1.0 | .0  | .0  | .0  | .0   |
| 1996  | Miami  | 3  | 0  | 16.0 | .364 | .333 | 1.000 | 2.7 | .7  | .3  | .0  | 4.3  |
| 1997  | Miami  | 12 | 0  | 12.2 | .435 | .500 | 1.000 | 2.3 | .6  | .3  | .2  | 2.5  |
| 1998  | Miami  | 4  | 0  | 14.5 | .286 | .200 | —     | 1.8 | .3  | .5  | .0  | 1.3  |
| 1999  | Miami  | 4  | 0  | 6.8  | .000 | .000 | —     | 1.0 | .0  | .5  | .3  | .0   |
| Total | Total  | 27 | 0  | 12.3 | .368 | .387 | .778  | 2.1 | .5  | .3  | .1  | 2.3  |